# Spoorlijn Keulen - Rheydt
De spoorlijn Keulen - Rheydt is een Duitse spoorlijn tussen de steden Keulen en Rheydt. De lijn is als spoorlijn 2611 onder beheer van DB Netze.

## Treindiensten
De Deutsche Bahn verzorgt het regionaal personenvervoer op dit traject met RE en RB treinen. DB gebruikt hiervoor treinen van de Baureihe 425.
| Serie | Treinsoort                      | Route | Bijzonderheden     |
| ----- | ------------------------------- | --- | ------------------ |
| RE 8  | Regional-Express (DB Regio NRW) | Mönchengladbach Hbf – Rheydt Hbf – Grevenbroich – Köln Hbf – Porz (Rhein) – Bonn-Beuel – Unkel – Koblenz Hbf                                  | Rhein-Erft-Express |
| RB 27 | Regionalbahn (DB Regio Südwest) | Mönchengladbach Hbf – Rheydt Hbf – Rommerskirchen – Köln Hbf – Troisdorf – Bonn-Oberkassel – Bad Honnef (Rhein) – Erpel (Rhein) – Koblenz Hbf | Rhein-Erft-Bahn    |

## Aansluitingen
In de volgende plaatsen was of is er een aansluiting van op de volgende spoorlijnen:
Köln-Ehrenfeld
DB 2600, spoorlijn tussen Keulen en Aken
DB 2612, spoorlijn tussen Köln-Ehrenfeld W44 - Köln-Ehrenfeld W90
DB 2613, spoorlijn tussen Köln West en Köln-Ehrenfeld
DB 2622, spoorlijn tussen Keulen en Düren
Rommerskirchen
DB 2601, spoorlijn tussen Mödrath en Rommerskirchen
Grevenbroich
DB 2580, spoorlijn tussen Düren en Neuss
Hochneukirch
DB 2571, spoorlijn tussen Hochneukirch en Stolberg
Rheydt-Odenkirchen
DB 2521, spoorlijn tussen Mönchengladbach en Rheydt-Odenkirchen
Rheydt Hbf
DB 2524 spoorlijn tussen Rheydt en Dalheim
DB 2550, spoorlijn tussen Aken en Kassel

## Elektrificatie
Het traject werd in 1968 geëlektrificeerd met een wisselspanning van 15.000 volt 16⅔ Hz.